# Dolores O'Riordan
Dolores Eileen Mary O'Riordan (født 6. september 1971, død 15. januar 2018) var en irsk musiker og singer-songwriter. Hun var leder af rockbandet The Cranberries i 13 år, før bandet tog en længere pause i 2003, inden medlemmerne igen fandt sammen i 2009.
O'Riordan udgav i bandets pause to soloalbum, Are You Listening? (2007) og No Baggage (2009). Hun var kendt for at bruge den traditionelle gæliske sangform lilting samt jodling samt for sin markante Limerick-dialekt. I 2014 kom hun med i newyorker-bandet Jetlag.
I maj 2017 afslørede O'Riordan, at hun var blevet diagnosticeret med bipolar affektiv sindslidelse.[kilde mangler] Hun døde helt uventet i forbindelse med en pladeindspilning i London 15. januar 2018.[kilde mangler]

## Diskografi
| Titel                                                              | Albumdetaljer                                                                                     | Højeste hitlisteplacering | Højeste hitlisteplacering | Højeste hitlisteplacering | Højeste hitlisteplacering | Højeste hitlisteplacering | Højeste hitlisteplacering | Højeste hitlisteplacering | Højeste hitlisteplacering | Certificernger   |
| Titel                                                              | Albumdetaljer                                                                                     | IRE                       | BEL                       | FRA                       | GER                       | ITA                       | SWI                       | UK                        | US                        | Certificernger   |
| ------------------------------------------------------------------ | ------------------------------------------------------------------------------------------------- | ------------------------- | ------------------------- | ------------------------- | ------------------------- | ------------------------- | ------------------------- | ------------------------- | ------------------------- | ---------------- |
| Are You Listening?                                                 | - Udgivet: 4 May 2007 - Pladeselskab: Sanctuary - Formater: CD, digital download                  | 15                        | 38                        | 11                        | 39                        | 2                         | 10                        | 28                        | 77                        |                  |
| No Baggage                                                         | - Udgivet: 21 August 2009 - Pladeselskab: Cooking Vinyl, Rounder - Formater: CD, digital download | 80                        | 75                        | 30                        | 77                        | 6                         | 25                        | —                         | —                         | - Europa: 30.000 |
| "—" nåede ikke hitlisterne eller blev ikke udgivet i dette område. |                                                                                                   |                           |                           |                           |                           |                           |                           |                           |                           |                  |